# Știre
Știrea este un gen jurnalistic care prezintă realitatea actuală, pe care o pune într-o formă comunicabilă, transmisă apoi, prin intermediul unor tehnici moderne de difuzare în masă. Pe scurt, este o veste (în presă, în radio etc. Este o informație scurtă despre un eveniment.
În domeniul ziaristicii, informația trebuie înțeleasă în dublu sens. Informația este un termen devenit corespunzător celui de presă. Unii autori chiar definesc informația drept „procesul comunicării sociale și instituțile care asigură acest proces”.
1) Termenul de informație este folosit și în accepția de gen ziaristic, dar toate genurile ziaristice implică existența unei informații. Iată de ce pentru a delimita genul jurnalistic în sistemul mijloacelor de expresie ziaristică, termenul de știre este mai corespunzător, toată presa fiind purtătoare de informație tratată și selectată, semnificativă, nouă, interesantă, de actualitate.
Definițiile date știrii sunt numeroase, ele aparținând diferitelor școli de presă și reflectă o anumită concepție despre presă, despre funcțiile și poziția socială a ziaristului și a presei. Într-un manual cehoslovac de ziaristică, știrea este definită ca fiind o comunicare scurtă, operativă a unui fapt social nou sau nou constatat, a unui proces social sau a rezultatelor lui, a unei cunoștințe inedite sau a unei manifestări de idei. 
Conform altor afirmații, „știrea este o „noutate”, relatarea unor evenimente recente. Pentru a avea caracterul de știre, ceea ce se relatează trebuie să fie: actual, în curs, la zi; important, semnificativ sau neobișnuit”.
2) Știrea mai este definită și ca un fapt sau o idee precisă care va interesa un număr mare de cititori; „știrea este orice comunicare făcută la momentul oportun, deoarece este interesanță și semnificativă. Ea reprezintă o relatare a aspectelor semnificative ale unei întâmplări de actualitate, care este interesantă pentru cititorii ziarului unde se publică relatarea; știrea este prima relatare a evenimentelor semnificative, care prezintă interes pentru public”. 
3). Din aceste definiții putem extrage două calificative: interesul și semnificația drept trăsături de bază ale unei relatări ce poate fi considerată o știre.
Sintetizând opiniile exprimate privind trăsăturile caracteristice ale știrii, se poate formula următoarea definiție: știrea de presă este o relatare concisă a unor fapte, evenimente, idei semnificative, de actualitate, noi, relatare ce prezintă interes pentru public.
O exigență ce se impune ziaristului, autor de știri, este de a investiga mereu pentru a descoperi faptele inedite ce pot interesa publicul. André Gide afirma: „eu numesc ziaristică ceea ce va fi mai puțin interesant mâine decât astăzi”. Aceasta înseamnă că nu numai opțiunea pentru un eveniment sau altul este esențială în munca ziaristului, ci și alegerea momentului optim pentru a difuza o știre. Nu întotdeauna difuzarea știrii este simultană cu evenimentul. Ziaristul alege un punct culminant din desfășurarea unui eveniment pentru a-l converti în știre.
Stirile nu sosesc de la sine la ziare, la radio și televiziune. Ele trebuie captate și canalizate spre secțiile redacțiilor. În general, sursele știrilor de presă sunt de două feluri: ale redacției (aparatul redacțional, corespondenți, colaboratori) și exterioare redacției (agențiile naționale și particulare de presă). „Marea regulă a activității gazetărești constă în aceea că fiecare frază, aproape fiecare cuvânt trebuie să aducă un element de informație”.
4) Știrea ia naștere la confluența „a trei elemente semnificative: un eveniment, care implică un anumit tip de acțiune; o informație, în care se descrie sau se relatează despre această acțiune în termeni inteligibili; un public căruia îi sunt adresate știrile prin intermediul mijloacelor de comunicare”.
5) Elementele unei știri, indiferent de canalul de difuzare - ziar revistă, radio, televiziune - constituie răspunsurile pe care ziaristul trebuie să le găsească la întrebările ce i le-ar putea pune cititorii, ascultătorii sau telespectatorii, aflând despre un eveniment: cine? (este autorul evenimentului), ce? (s-a întâmplat), unde? (s-a desfășurat evenimentul), când? (a avut loc), de ce? (s-a putut întâmpla), cum? (s-a desfăurat). Fără răspunsurile la aceste întrebări sau măcar la primele patru nu poate exista o știre de presă.
În funcție de aceste elemente se va alcătui orice știre, a cărei structură conține în mod obligatoriu introducerea sau capul știrii, a cărei denumire din engleză: lead (trad. scurt rezumat, introducere) este deseori folosită, și corpul, care dezvoltă introducerea.
Introducerea sau lead-ul știrii este nucleul informativ esențial, ce sintetizează principalele informații. Ea îndeplinește următoarele funcții: surprinde esența evenimentului, conținând răspunsurile la întrebările cine?, ce?, unde?, când? și acroșează cititorul la lectură. „Prima funcție necesită inventivitate și inteligență. Cea de-a doua se bazează pe arta sau pe măiestria ziaristului.”
6) Poziția răspunsurilor în text este variabilă, în funcție de importanța datelor, a faptelor culese și în funcție de mijlocule de comunicare. Așa, de pildă, știrile radiofonice încep, de obicei, prin a spune „ce s-a întâmplat” și apoi se enunță răspunsurile la celelalte întrebări referitoare la evenimentul relatat. După formulareaq paragrafului introductiv, ziaristul trece la elaborarea știrii propriu-zise. Unul din principile esențiale care ๎l va ghida ese caracterul unitar al știrii, prezentarea sa într-un tot logic, fără trunchieri, nelăsându-se întrebări importante fără răspuns, întrebări, la care, capul știrii din motive de concizie, nu a răspuns sau a pus accentul doar pe informația esențială.
Corpul știrii conține datele care explică și aprofundează introducerea. In corpul știrii sunt dezvoltate fiecare din punctele incluse în introducere, în aceeași ordine în care au fost enunțate. Totodată corpul știrii trebuie să conțină explicații care ajută la situarea evenimentului, faptului prezentat într-un context determinat, punându-se cititorul, asculătorul în legătură directă cu antecedentele, circumstanțele acțiunii. Înțelesul multor știri este greu de sesizat în lipsa unor astfel de caracterizări ale contextului (numite în engleză background). Detaliile secundare, ce nu sunt cuprinse în introducere, de mai mică însemnătate, vor fi introduse în corpul știrii, acestea având darul să completeze imaginea desspre faptul , evenimentul prezentat.
În istoria presei, de-a lungul evoluției activității ziaristice, s-au cristalizat mai multe procedee de construcție a unei știri. Arhitectura știrii nu este întâmplătoare. Ea este dictată de importanța evenimentului, de actualitatea lui.
Una din tehnicile de construcție a unei știri este „piramida răsturnată”. Acastă structură este cunoscută și sub denumirea de „tehnica americană” sau „tehnica lead”. Construcția unei știri de acest tip constă în prezentarea chiar în introducere a informației de bază, după care urmează datele explicative, complementare, descrierea contextului și ale detalii. Introducerea unei astfel de știri este foarte importantă. Ea cuprinde, de obicei, unul sau cel mult două paragrafe. Răspunsurile de la primele patru întrebări alcătuiesc partea principală a știrii, suportul său. Căpătând răspunsurile la aceste întrebări, receptorul își poate forma o imagine succintă despre faptul, evenimentul la zi. 
Știrea concepută în acest mod răspunde unor cerințe ale cititorului modern care vrea să afle cât mai repede ce s-a întâmplat, dar și ale publicației care poate să prezinte o noutate în cea mai atractivă formă, menită să capteze imediat interesul cititorilor săi.
În presă s-au cristalizat și se utilizează mai multe tipuri de introducere. Această diversitate conferă publicației un plus de atractivitate, sporește interesul cititorului pentru informațiile publicate. Astfel în introducere poate fi prezentată esența evenimentului, poate fi prezentat elementul senzațional al știrii sau introducerea poate cuprinde prezentarea unei imagini a evenimentului. În această situație, ziaristul va prezenta în prima frază elementele definitorii ale acțiunii pe care o va relata în știre totodată în introducere se poate introduce prezentarea unor personalități, cu condiția ca numele folosite să fie bine cunoscute publicului. În general abundența de nume într-o știre trebuie evitată pentru că dipersează atenția cititorului și nu-i dă posibilitatea să rețină esențialul. În știrea radifonică utilizarea numelor de persoane în introducere este evitată, pentru că, atent la conținutul știrii, ascultătorul va uita numele rostit la început.
O altă tehnică de construcție a unei știri este „piramida normală”. În acest caz, interesul cititorilor este captat prin acumularea succesivă de informații. Elementul principal este lăsat la sfârșitul știrii, la „baza piramidei”. Această tehnică se utilizează îndeosebi în prezentarea evenimentelor „la zi”, a celor așteptate de public datorită importanței lor sau a evenimentelor cu totul inedite. Cele mai multe știri sunt redactate după metoda „piramidei răsturnate”, deoarece câștigă un plus de atractivitate, de senzațional.
O altă modaliate de redactare a unei știri este și „tehnica combinată”. Aceasta constă în enunțarea, la început, a elementului esențial, după care se recurge la derularea celorlalte elemente ce compun relatarea, prezentarea fiind întreruptă de scurte comentarii, asociații, comparații cu alte evenimente similare. Acest tip de știri este utilizat în reviste sau gazete săptămânale, care apar după desfășurarea unui eveniment și după apariția mai multor numere ale publicațiilor cotidiene. Totodată procedeul se utilizează în știrile ample, de sinteză.
Titlul reprezintă puntea dintre citire și știre. Titlul știrii are funcția de a scoate în relief însemnătatea subiectului abordat, să incinte la lectură, să sugereze conținutul știrii. Titlul trebuie să fie un element grafic de natură să contribuie la crearea unui context atrăgător în pagină. Spre deosebire de titlul altor creații ziaristice precum preportajul, articolul, interviul, cronica ș.a. titlul știrii trebuie în cuvinte cât mai puține să exprime ideea de bază, esența știri. 
Deși titrarea este considerată un domeniu în care este dificil să se stabilească reguliprecise și uniforme, fiind mai curând o artă, o măiestrie, decât un procedeu tehnic, se pot stabili câteva calități ale unui bun titlu. Louis Guery susține că titlul trebuie să fie adaptat textului pe care ๎l însoțește; să nu fie vag, ci să conțină o informație; să fie ușor de citit și de înțeles, să nu conțină cuvinte tehnice, abstracte sau mai puțin cunoscute; să fie simplu și alcătuit din cuvinte ale vocabolarului curent; să fie original, viu, atrăgător; să nu conțină cuvinte inutile, fiecare cuvânt trebuie să aibă un rol precis; să nu fie prea lung și fără verb, verbul dând impresia de mișcare, de proces dinamic.
După cum arată Louis Guery, un titlu se poate descompune în mai multe elemente. Primul este supratitlul, care răspunde la întrebările unde? și când? arătând locul și momentul desfășurării evenimentului pe care titlul îl enunță. Altă caracteristică a titlului ar fi că acesta enunță faptul, acțiunea și răspunde la întrebările cine? și ce? apoi urmând subtitlul vare răspunde la întrebările cum? de ce? și sumarul ideilor principale ale știrii. Aceste elemente nu sunt absolut necesar să fie utilizate mereu. Zilnic sosesc pe mesele redacțiilor unui ziar numeroase știri, de importanță mai mare sau mai mică iar redacția trebuie să aleagă numai o parte din ele. În realitate numai unele știri își regăsesc loc în paginile ziarelor. Prima muncă a ziaristului este deci trierea iar a doua este stabilirea ordinii priorităților.
7) Investigând realitatea, faptele, evenimentele înconjurătoare, ziaristul trebuie să știe, să aibă capacitatea, forța de creație necesară pentru a pune în valoare, în procesul de codificare, veritabila lor semnificație socială, transformându-le în știri capabile să comunice date noi, interesante, de stringentă actualitate. Orice fapt desprins din realitate nu reprezintă însemnătate publicistică decât în măsura în care ziaristul îi descifrează sensul, îi dezvăluie semnificațiile, elementele care marcheată noutatea, unicitatea faptului prezentat.
Faptul cules de ziarist trebuie să satisfacă interesul de cunoaștere al publicului căruia se adresează. De satisfacerea acestui intres depinde gradul de receptare a mesajului difuzat. „Cu cât accesibilitatea mesajului va fi mai mare sau cu cât cheltuiala de efort necesr receptării va fi mai mică, interesul, și în consecință, valoarea mesajului vor fi mai mari”. 
8). Eficiența mesajului s-ar traduce prin valoarea conținutului. Așadar, conținutul mesajului este elementul determinant al receptării. Interesul cititorilor poate fi stimulat cu ajutorul mai multor factori. Unul dintre aceștia ar fi locul de unde provine știrea. Cu cât evenimentul sau faptul relatat s-a desfășurat într-un loc mai apropiat de cel unde se află receptorul, cu atât interesul lui va fi mai mare. Important este și locul acordat știrii în pagină. Cititorul și-a format anumite reflexe, îndelung educate de ziariști. Astfel, el știe că toate știrile mai importante sunt publicate pe prima și pe ultima pagină, că locul din dreapta sus al primei pagini este consacrat unei știri sau unui articol. S-a desprins că știrile din paginile de „față” (cele cu număr impar) sunt mai importante decăt cele „de verso” (cu număr par). Conținutul unei știri reprezintă elementul determinant al interesului unui cititor. În sublinierea importanței conținutului unei știri o mare contribuție o poate aduce titlul, care are menirea de a atrage atenția, de a sublinia ideea dominantă a știrii. Însă elementul care stimulează în cea mai mare măsură interesul cititorului pentru o știre este omul. Nimic nu-l interesează mai mult pe om decât omul însuși. Luând consecință despre faptele, viața și activitatea oamenilor, cititorul tinde să se raporteze la ei, să-și construiască modele de conduită sau, dimpotrivă, să se disocieze de faptele antisociacle desăvârșite de alții. 
Cunoașterea publicului receptor este esențială pentru educarea interesului față de știre. Altul este publicul unui ziar de tineret și, deci, alte interese, altul este publicul unui cotidian și altele-i sunt preferințele. Satisfacerea intereselor receptorilor, educarea acestor interese sunt cerințe esențiale ale activității ziaristului.
Prezența în actualitate este o condiție a omului modern. Știrea de presă are datoria de a prezenta faptele din realitatea de zi cu zi. Termenul de actualitate se traduce în presă, în primul rând, prin fapt „la zi”. Există însă în presă și teme perene dictate de starea societății într-o perioadă. 
Noutatea este strâns legată de actualitate și se numără printre factorii determinanți care califică un fapt sau un eveniment ca apt pentru a fi convertit într-o știre de presă. Ineditul, noul au atras dintotdeauna interesul cititorului. Nou în presă înseamnă nou întâmplat. Știrea relatează despre faptele semnificative, adică despre acele fapte care au calitatea de eveniment, care nu numai că suscită interesul cititorului ci și exercită o influență directă sau indirectă asupra vieții personale sau colective.
Albert Camus spunea că „ziaristul este istoricul clipei”. El are datoria de a face diferențe între semnificația aparentă, imediată și semnificația reală, profundă a unui eveniment. Semnificația unei știri nu este absolută. Același fapt poate avea semnificații diferite pentru receptori diferiți, în procesul de interpretare intervenind factori subiectivi care orientează înțelegerea mesajului. Dată fiind funcția socială a presei, oscilația în receptarea semnificației mesajului unei știri poate fi păgubitorare scopurilor propuse. Claritatea mesajului, sublinierea sensurilor faptelor relatate, gruparea evenimentelor de același tip, o grafică adecvată, titluri menite să sugereze ideile fundamentale, o paginare corectă și semnificativă a știrii vor duce la diminuarea gradului de înțelegere aleatorie a semnificației unei știri.
În teoria presei sunt frecvente încercările de stabilire a unei tipologii a știrilor. Criteriile de clasificare sunt diverse: în funcție de tematica abordată există știri economice, sportive, culturale, externe iar în raport de structura lor sunt știrile sunt: simple enunțuri (flash-uri) și multiple sau complexe.
Știrea simplă este tipul de știre care are o singură idee de bază prezentată în introducere. Într-o știre simplă, faptele se organizează conform importanței lor în concordanță cu ideea de bază. După Melvin Mencher (profesor la Facultatea de Ziaristică din cadrul Universității Columbia) știrea simplă trebuie să aibă următoarea structură: introducere (lead), informație explicativă, informație secundară, informație contextuală (background) - care permite cititorului să cunoască antecedentele evenimentului și elaborarea mai amplă a introducerii.
Știrile multiple sau complexe sunt știri care cuprind mai multe idei proincipale în introducere. Structura lor este asemănătoare cu cea a știrii cu un singur element. Complexitatea se datorează relației care există între diferitele paragrafe ale corpului știrii. 
Știrile pot fi clasificate și în funcție de caracteristicile mijlocului de comunicare: agenție, presă scrisă, radio și televiziune. În teoria presei s-au statornicit funcții precise pentru fiecare mijloc de comunicare. Astfel, ziarul explică un eveniment, radioul anunță iar televiziunea arată.
Ziarele, ca și studiourile de radio și televiziune, nu au posibilitatea materială de a asigura culegerea știrilor din întreaga lume. O mare cantitate din informația externă este furnizată ziarelor, radioului și televiziunii de agențiile de presă. Agențiile naționale și particulare de presă furnizează întregii prese, în sistem contractual, o însemnătate cantitate de informație internă dar și externă. Știrea de agenție are o calitate esențială, care se distinge de știrea de ziar și se apropie de cea radiofonică și cea de televiziune. Pe măsura acumulării de noi elemente, pe parcursul unei zile se poate reveni aceluiași subiect, astfel încât, de la știrea "flash" de câteva rânduri să se ajungă la o știre amplă.
Pentru a completa și redacta știri ziaristul trebuie să știe unde să meargă după fapte; să aibă capacitatea să depisteze fapte interesante, evenimente ce pot deveni știri de presă;să aleagă elementele de cea mai mare importanță și să le prezinte în primul paragraf; să elimine detaliile, materialul nesemnificativ. Ziaristul trebuie să-și pună întrebarea dacă faptul relatat va interesa cititorii ziarului.
În privința difuzării unei știri, ziarul intră în concurență cu radioul și televiziunea, care pot transmite știrile simultan cu evenimentul (transmisia directă) sau la câteva minute după ce aceasta a avut loc. De aceea, pentru a menține interesul cititorilor față de o știre, pe care ei au aflat-o deja de la radio sau televiziune, ziaristul are datoria de a prezenta acele elemente ce nu pot fi cuprinse într-o știre difuzată prin presa audio-vizuală (comparații, asocieri). Din cele cinci întrebări la care trebuie să răspundă o știre, în presa scrisă ziaristul va pune un accent deosebit pe răspunsurile întrebărilor de ce? și cum?
Știrea pentru presa scrisă permite ziaristului să comenteze faptele, situație evidentă îndeosebi la publicațiile săptămânale. Știrea de ziar îndeplinește în cea mai înaltă măsură atributului de „document”. Ziarele și revistele se păstrează în colecții, arhive. Strângerea la un loc a unor știri pe aceeași temă este un procedeu modern, deseori folosit de ziare, radio și televiziune. Grupajul de știri reprezintă ansamblul de știri (de obicei de mici dimensiuni și fără titlu) referitoare la un eveniment, al unui fapt, la o problematică la zi. În condițiile dezvoltării accelerate a noilor mijloace și tehnici de comunicare, cantitatea informației difuzate crește considerabil. De aceea presa trebuie să sistematizeze, să ordoneze, să ierarhizeze informația primită, facilitând procesul de receptare a mesajului publicistic.